# Metal Gear Solid 4: Guns of the Patriots
Metal Gear Solid 4: Guns of the Patriots (メタルギア・ソリッド4・ガンズ・オブ・ザ・パトリオット Metaru Gia Soriddo Fō Ganzu Obu Za Patoriotto?) (comúnmente abreviado como MGS4) es un videojuego de acción y sigilo en tercera persona que fue anunciado en marzo de 2005 por Konami. Dirigido por Hideo Kojima y Shuyo Murata, Metal Gear Solid 4: Guns of the Patriots ha sido desarrollado por Kojima Productions, exclusivamente para PlayStation 3. El juego usa el lema de: "No Place To Hide!" ("¡No hay lugar donde esconderse!") con el tema de "Sense" ("Sentidos"). Su lanzamiento se hizo mundial el 12 de junio de 2008.

## Trama
La historia se sitúa en el año 2014, cinco años después del Incidente Manhattan (acontecimientos ocurridos en el capítulo de la Planta de Metal Gear Solid 2); y nueve años después de que FOXHOUND asaltara la isla de Shadow Moses, en donde Solid Snake fue inyectado con un retrovirus llamado FOXDIE. Solid Snake aparece considerablemente envejecido debido a su avanzada degeneración celular, establecido desde un principio en el proceso de clonación que lo creó, y ahora tiene solo seis meses de vida. Metal Gear Solid 4 retrata un mundo donde el dominio militar en tierras extranjeras es el objetivo para dominar la economía, llevando a mercenarios a pelear grandes batallas con fines financieros mediante las PMC/PNC.
La economía mundial del siglo XXI depende ahora de la guerra. Sin embargo, cinco de las grandes PMCs están empeñadas en formar una sola gran compañía: Outer Heaven, nombre de la compañía de mercenarios de Big Boss y nación fortificada en el juego Metal Gear. Esta organización está al mando de Liquid Ocelot (la consciencia de Ocelot y la de Liquid Snake en un mismo cuerpo físico, el de Ocelot) quien tiene la capacidad de tomar el control total sobre las nanomáquinas de los soldados. Su objetivo es acabar con los Patriots y para ello se hace con el control de las PMC, últimos brazos de poder de los Patriots. Al desconectar los nanobots de los soldados, los Patriots perderían su último vestigio de poder, quedando destruidos.
Se sabe que Outer Heaven tiene acumulado un capital militar equivalente al que tiene Estados Unidos, y ahora está preparando lanzar un arma nuclear. Con el mundo una vez más en crisis, Solid Snake es reclutado por Roy Campbell quien ahora trabaja para la ONU como asesor y le pide ayuda a Snake para detener a Liquid), acompañado por el Dr. Hal Emmerich, alias Otacon. Su misión tendrá lugar en cinco localidades alrededor del mundo: Medio Oriente, Sudamérica, una ciudad europea, Shadow Moses y Outer Heaven, una fortaleza flotante (basada en Arsenal Gear) donde está el sistema GW (George Washington) y donde se refugia Liquid Ocelot.

### Acto 1: Liquid Sun
Old Snake comienza su misión de infiltración en una ciudad del Medio Oriente devastada por la guerra con un convoy de la milicia local. La milicia es bloqueada por una de las tropas de Praying Mantis una de las PMC de Liquid. Después el convoy es diezmado por las tropas y por los Metal Gear Gekko. Snake se reúne con Metal Gear Mk. II (un robot espía desarrollado por Otacon para ayudarlo remotamente), y recibir órdenes de encontrarse con los informantes de Campbell, Rat Patrol Team 01. En el camino al punto de encuentro, Snake se encuentra con Drebin 893, un autoproclamado comerciante de armas que ofrece sus servicios de vendedor y desbloqueador de estas. Snake acepta después de mucha vacilación, y Drebin le inyecta con lo que él dice es un supresor de nanomáquinas. Después del encuentro, Snake se encuentra con la Rat Patrol en el abandonado hotel Advent Palace y se sorprende al saber que Meryl Silverburgh es la líder del equipo. Después, Snake y Meryl hablan de sus misiones y el pasado, el Advent Palace es asaltado por los soldados de élite de Liquid, las FROGs. Rat Patrol, con la ayuda de Snake, escapan del edificio. Snake continúa hacia el campamento principal de Praying Mantis, donde encuentra a Liquid, y prepara su intento de asesinato. Antes de que pueda llevar a cabo su objetivo, una fuerza desconocida hace que los soldados del área colapsen y empiecen a atacarse el uno al otro. Cerca, los miembros del Rat Patrol también se ven afectados. Liquid escapa en su helicóptero, Snake también colapsa, y su visión se desvanece, no sin antes recibir la visita de la Dra. Naomi Hunter, quien le da una jeringuilla. Snake es llevado lejos a un lugar seguro por Johnny Sasaki, el único miembro del equipo de Meryl (Rat Patrol 1) que no se vio afectado.

### Acto 2: Solid Sun
A raíz del rescate de Snake, Otacon recibe un mensaje codificado de Naomi, que explica que ella fue secuestrada y llevada a América del Sur. Al llegar, se da cuenta de que Vamp, un enemigo con el que había luchado junto con Raiden en el incidente de Manhattan, había aparecido ocasionando algunas muertes con la ayuda de Laughing Octopus. Después de que se fueran, Snake planea aprovechar las ventajas de un levantamiento rebelde en la zona para pasar desapercibido en la base de Pieuvre Armement, otra base manejada por Liquid, donde Naomi se encuentra. Snake se infiltra en la zona y una vez más se encuentra con Drebin, quien revela que los Patriots son en realidad una red de cinco IA. También le revela que hay un equipo élite conocidos como B&B (Beauty and Beast) formado por Laughing Octopus, Raging Raven, Crying Wolf y Screaming Mantis; todas tienen órdenes de matar a Snake. Después, Snake se encuentra con Naomi y ella le explica que Líquid ha planificado el uso del ADN de Big Boss para encontrar al sistema JD (John Doe) y tomar el control de SOP (Sons of the Patriots), el sistema de nanomáquinas y autenticaciones por ID que permiten a los Patriots vigilar y controlar a los soldados. También explica que el envejecimiento acelerado de Snake se debe a la manipulación intencionada de los genes de Big Boss al momento de hacer los clones (Liquid, Solid y Solidus), y que tiene una corta vida útil; ella calcula le queda medio año de vida aproximadamente. Sin embargo, acotó que su vida era lo que menos le preocupaba ya que el hecho de que el virus FOXDIE esté en el cuerpo de Snake, crea una mutación la cual ya ha comenzado, y se estima que en 3 meses el virus haya mutado lo suficiente como para atacar a todos, no sólo a las personas a las que está programado para matar; se ha convertido en "un arma biológica ambulante" Inmediatamente después de esta conversación, un grupo de FROGs dirigidas por Laughing Octopus toman a Naomí como rehén de nuevo, y atacan a Snake en el mismo lugar. Tras esto, Snake se enfrenta a Laughing Octopus, resultando ganador, y consigue el FaceCamo (Camuflaje facial con las características del OctoCamo, además puede cambiar su cara a gusto). Snake, tras seguir el rastro de las huellas que han dejado las FROGs, rescata a Naomi y escapan con Drebin, luego son defendidos por Raiden, que reaparece misteriosamente como Cyborg Ninja después de desaparecer durante varios años. Raiden mantiene fuera a numerosos Gekkos y a un resucitado Vamp, mientras Otacon y Snake rescatan a Naomi con un helicóptero, pero es gravemente herido en el proceso. Raiden entra al helicóptero pero pronto pierde la conciencia; antes de desmayarse le dice a Snake que tiene que ir a buscar a "Big Mama", la líder de un grupo de resistencia anti-PMC con sede en Europa del Este.

### Acto 3: Third Sun
En el Nomad, Naomi explica a Snake que Big Boss está vivo, aunque padece muerte cerebral. Su cuerpo está en control del grupo de resistencia Paradise Lost, en Europa del Este. Mientras Snake localiza el grupo, Naomi y Sunny llevan a Raiden al Dr.Madnar para que le realice una diálisis que le permita sobrevivir. Snake sigue a un miembro del grupo de la resistencia Paradise Lost y consigue encontrar a su líder, Big Mama, que revela ser EVA, la madre de alquiler de Liquid y Solid Snake. Mientras EVA le explica a Snake los orígenes de Big Boss, la operación Snake Eater y la historia de los Patriots (fundados por el Mayor Zero) y le muestra el cuerpo de Big Boss, un equipo de robots espía descubren su escondite, lo que los obliga a huir en motocicleta con furgonetas de señuelo para que no consigan el cuerpo de Big Boss. Al final de la persecución, tras un accidente en la motocicleta, EVA resulta herida en la misma zona donde se hirió años atrás. Después de una batalla, Snake derrota a Raging Raven (que encabezaba el grupo perseguidor del cuerpo de Big Boss). Tanto él como Big Mama escapan por un alcantarillado que conecta con el río Volta, mientras son observados por los robots espías. Allí les espera Liquid, y muestra su poder sobre la IA SOP incapacitando a todo un ejército de las tropas estadounidenses gracias a que tiene el poder de bloquear el sistema el control de sus nanomáquinas. Después de esto, derrota a todo el ejército e incinera el cuerpo de Big Boss, y Big Mama se ve gravemente quemada tratando de rescatar el cuerpo de Big Boss. El lado izquierdo de la cara de Snake también resulta malherido al rescatarla de las llamas. Liquid huye por el río y EVA muere a en los brazos de Snake. Aun así, el Metal Gear Mk.II consigue colarse al barco de Liquid. Y después de recaudar información descubren al Metal Gear Mk. II y se deshacen de él.

### Acto 4: Twin suns
El plan final de Liquid es destruir a JD, la IA básica de los Patriots, para poder tomar el control de la red de los Patriots con GW (Liquid, que al parecer reparó y se hizo con el control poco después de los incidentes de Manhattan). Con este fin, Liquid planea utilizar armas de destrucción masiva en contra de los Patriots, lanzar una cabeza nuclear a JD utilizando el cañón de rieles del Metal Gear REX. Snake vuelve a la isla de Shadow Moses (en donde tiene numerosos recuerdos de sus experiencias allí), donde REX se ha mantenido en los nueve años posteriores de los acontecimientos de Metal Gear Solid, para evitar que Liquid robe el cañón de rieles de REX. Después de derrotar a Crying Wolf y a un escuadrón de FROGs, Snake llega al hangar donde se encuentra Metal Gear REX, pero se da cuenta de que el cañón de rieles ya ha sido robado. En el hangar, Snake es atacado por Vamp (acompañado de Naomi, que había escapado del Nomad y desertado de nuevo a favor de Liquid) hasta la oportuna llegada de Raiden. Snake suprime las nanomáquinas en el cuerpo de Vamp, que causan su aparente inmortalidad, y lucha frente a una unidad de Gekko's mientras que Raiden derrota y mata finalmente a Vamp. Naomi, llena de culpa y remordimiento sobre todos los pecados que ha cometido durante su vida, decide suicidarse al desactivar las nanomáquinas que habían sido previamente instaladas en su cuerpo para reprimir los efectos del cáncer que normalmente la habría matado años atrás al exponerse a fuertes dosis de radiación durante sus experimentos. Con la ayuda de Metal Gear Mk. III (Otacon lo construye antes de que Snake volviera a Shadow Moses), Otacon logra reactivar a REX, y Snake y Raiden lo pilotan para escapar de la construcción mientras que los Gekko's se autodestruían. Raiden, que defendía la parte trasera de REX, quedó atrapado en un montón de escombros, mientras que Snake utiliza el Metal Gear REX para luchar contra el Metal Gear RAY, dirigido por Liquid. Después de la lucha, Liquid revela su arma definitiva: una fortaleza basada en el Arsenal Gear, llamado "Outer Heaven" (igual que la fortaleza de Big Boss), con el rail gun de REX montada sobre esta. Liquid intenta aplastar a Snake, que está paralizado en el muelle, pero Raiden corta su propio brazo para escapar de los escombros y es capaz de restringir temporalmente el buque con su fuerza de Cyborg Ninja, lo que permite escapar a Snake con vida, pero aplasta a Raiden en el proceso.

### Acto 5: Old sun
A bordo del USS Missouri, Mei Ling planea ponerse al día con Outer Heaven, que necesita esperar hasta que esté físicamente lo más cerca del JD como sea posible con el fin de obtener la mayor precisión de tiro con el rail gun. El equipo de Snake, Meryl y Johnny se crea con el fin de infiltrarse en GW y cargar un virus que destruirá la AI de los Patriots. Al infiltrarse en el buque, Snake derrota a Screaming Mantis, que manifiesta le han implantado la personalidad de Psycho Mantis. Después de la batalla, Snake planea quedarse y luchar contra los FROGs, pero Meryl insiste en que continúe y desactive el sistema SOP. Snake le pide perdón a Meryl, que le asegura que volverá a reunirse en el exterior. Snake se acerca al final del corredor a GW, donde es emboscado por FROGs, pero es salvado una vez más por Raiden, que todavía está vivo pero le faltan ambos brazos. En una escena que recuerda las agotadoras "torturas" de los anteriores juegos de la serie, el jugador rápidamente tiene que apretar el botón "triángulo" cuando Snake hace su camino a través de un pasillo forrado con emisores de microondas que casi lo queman vivo y destruyen su traje de OctoCamo. A pesar de que Snake se ve gravemente debilitado por la exposición al calor y abrumado por las interrupciones de innumerables Gekkos enanos, Otacon toma el control del Mk. III para cargar el virus. El virus entra en GW inesperadamente como un conducto para infectar toda la red de IA, la destrucción de las cinco IAs de los Patriots, SOP y desactivar todos los sistemas militares de aplicación en todo el mundo, incluidos los de Liquid, salvar la vida de Raiden, Meryl, Johnny y todo el personal a bordo del Missouri que fueron objeto de un ataque de Outer Heaven y de Metal Gear RAY. Luego, una grabación en vídeo de Naomi explica a Snake y Otacon que el SOP es sólo el comienzo de los planes de los Patriots, y que tenían la intención de aplicar nanomáquinas, para tomar el control de todo el mundo. Naomi explica que ella y Sunny diseñaron el virus como la antítesis a FOXDIE; como los utilizados en nanomáquinas SOP tecnológicos derivados del FOXDIE. Por esta razón, el nuevo virus fue nombrado "FOXALIVE". La programación de Sunny también se aseguró de que en la destrucción de las IA de los Patriots, SOP y la economía de guerra, FOXALIVE preserve el control de los sistemas vitales, como también el agua, el aire, las telecomunicaciones e Internet.
Los Marines de EE. UU. tenían más de las que acaban de dejar indefenso a Outer Heaven, su tripulación desactivada y sus soldados en un estado de retiro de las nanomáquinas SOP. En la confusión, Ocelot toma a la vela de Outer Heaven y le agradece el cumplimiento de los propios objetivos de Liquid. Su plan para el uso del rail gun de REX era sólo una distracción a fin de que los propios intentos de Snake de derrocar el sistema pasaran desapercibidas a los ojos de los Patriots, que había previsto la intención de Snake de detener a Liquid. Ocelot ha permitido que Liquid viviera dentro de su cuerpo a través del uso de la hipnosis y auto-sugerencia, lo que permite que Liquid pueda seguir su propia pelea contra los Patriots, así como el feudo entre los dos hijos de Big Boss. Ocelot permitió la personalidad para llevar a cabo su plan contra los Patriots, a sabiendas de que JD sería la asignación de sus recursos en detener a Liquid y no en la prevención de la subida de FOXALIVE. Después de esta revelación, la personalidad de Liquid declara que tienen "una deuda que resolver", y actúa sobre su último deseo en el cuerpo de Ocelot: una lucha sin armas contra Solid Snake, siendo esta una especie de revancha desde la pelea que tuvieron arriba de REX en Metal Gear Solid. En esta pelea entre Solid Snake y Liquid Snake en la plataforma más alta de Outer Heaven, se escuchan melodías antiguas de juegos anteriores, además de que se usan también los diseños de barras de vida de las anteriores entregas. A medida que la pelea avanza, se comienzan a notar cambios en el estilo de pelea de Liquid, pareciéndose más a los de Ocelot en MGS3 (aparte de la barra de vida de Liquid, que comienza señalando Liquid, luego Liquid Ocelot, hasta llegar a simplemente Ocelot). Liquid es derrotado por última vez, desapareciendo su personalidad y con ello, hace regresar a Ocelot. Sus últimas palabras son "You're pretty good" ("Eres muy bueno", recordando su "taunt" (burla o gesto característico) contra Solid Snake de Metal Gear Solid y que se vio ante Naked Snake durante los acontecimientos de Metal Gear Solid 3: SNAKE EATER).

### Epílogo: Naked sin
En el epílogo, Meryl y Johnny se casan. Su boda es celebrada en un aeródromo, a la que asistieron los miembros de la Rat Patrol 01: Otacon, Mei Ling, Drebin, Sunny y Campbell. Meryl se reconcilia con Campbell y, finalmente, lo acepta como su padre. El cuerpo de Raiden se libera de las nanomaquinas de los Patriots y es rearmado con un exoesqueleto que recuerda al cuerpo humano, dejando de ser un Cyborg Ninja, y se reúne con su esposa Rosemary y su hijo John, a quien Rosemary ha mentido. Rosemary revela que su matrimonio con Roy Campbell era una farsa para mantener protegido a su hijo John de los Patriots, mientras Raiden hacía sus misiones. La escena cambia a Solid Snake, que se encuentra el cementerio donde están las tumbas de Gray Fox y The Boss, a punto de suicidarse, para así poder evitar que el virus Foxdie se propage y mate a la raza humana, siendo esta, según él, su "última misión", luego la cámara se aleja y se escucha un disparo. Mientras tanto, Drebin revela a Otacon que la Rat Patrol 01 (que, en su forma abreviada ("RAT PT 01"), es un anagrama de "PATR10T") había sido manipulada por los Patriots durante todo este tiempo. Sunny regala el Mk. III a un niño, y le pide a Otacon que la lleve a donde Snake, pero como Otacon sabía que Snake estaba en el cementerio tratando de suicidarse, le responde que "Snake ha tenido una vida dura", "Ya es hora de que descanse". Luego empiezan los créditos y al final aparece el nombre de una persona que no se mostró durante todo el juego...

### Debriefing: Naked Son
De vuelta en el cementerio, vemos a un Snake agobiado por no haberse podido suicidar, luego escucha una voz familiar que le dice que hizo lo correcto al no hacerlo. Un desconcertado Snake gira y encuentra a Big Boss de pie frente a él, ileso. Este comienza a acercarse a Snake, armado con la Patriot, la ametralladora modificada de The Boss. Los dos tienen una pequeña pelea CQC, donde Big Boss desarma a Snake y le da un abrazo paternal, y le dice que deje las armas para que viva lo que le queda de vida. Big Boss le dice a Snake que el cuerpo quemado en el Río Volta fue el de Solidus Snake (eran idénticos físicamente y genéticamente), y que su cuerpo fue reconstruido mediante cirugía utilizando partes y órganos de Solidus y Liquid Snake, explica que se ha mantenido vigente debido a la amplia nanotecnología que posee, similar a la utilizada para restringir los cuerpos de The Beauty and the Beast Unit. Luego, muestra al Mayor Zero junto a él, que ahora es un anciano de 105 años y postrado en una silla de ruedas en estado vegetal.
Big Boss explica que él y Zero fundaron los Patriots para seguir los ideales de The Boss, junto con EVA, Ocelot, Sigint y Para-Medic. Pero como los Patriots se convirtieron cada vez más influyentes en la sociedad, Zero se convirtió en un megalómano, obsesionado con la uniformidad y la supresión de la individualidad, pero Big Boss al darse cuenta de que Zero se creía superior y ya importarle los ideales de The Boss, crea Outer Heaven, para seguir los mismos ideales de The Boss. Big Boss fue seguido por EVA y Ocelot, que se unió a él en su lucha por poner fin a los Patriots. Como Zero se convirtió en anciano, pensó en un plan para que los Patriots siguieran a su mando después de su muerte, gastando toda su fortuna en dejarlo en manos de JD y el los proxies IA (Inteligencia Artificial), que además interpretó erróneamente la voluntad de Zero y totalmente alienados de sí mismos la voluntad original de The Boss. JD estaba buscado formas para controlar a las masas mediante la manipulación de la economía, (que conducen a la economía de guerra), la información digital (lo que llevaría a la creación del Arsenal Gear) y, finalmente, personalidades (que se convirtió en el sistema de Sons Of Patriots SOP). Él explica que Ocelot voluntariamente utilizó la hipnosis, psicoterapia y nanomáquinas para asimilar la personalidad de Liquid Snake, con el fin de engañar al sistema y propagar la pelea entre los hijos de Big Boss. Luego, Big Boss, corta el respirador de Zero y le causa la muerte.
Big Boss revela que la inyección dada a Snake por Drebin en el Medio Oriente incluyó una nueva cepa de FOXDIE, creado por el proxy IA, con el fin de matar a todos los sobrevivientes de los traidores de los Patriots, eso explica la muerte de EVA y Ocelot. Big Boss también explicó el mensaje de Naomi de que la nueva cepa FOXDIE ha neutralizado el FOXDIE antiguo, lo que significa que Snake ya no está en peligro de convertirse en un arma biológica, o sea, no matará a toda la comunidad como lo estimaba Naomi en un principio. Después de decirle a Snake, Big Boss también revela que el nuevo FOXDIE ya lo está afectando, y que está siendo atacado por última vez por los Patriots a través de Solid Snake. Por último, hace la paz con Snake, le dice que lo lleve a la lápida de The Boss (hace un saludo idéntico en la lápida al visto al final de MGS3) y se fuma su último cigarrillo. Así muere el más grande soldado del siglo XX, a causa del nuevo virus FOXDIE que Snake lleva. Sus últimas palabras son: "Esto es bueno... ¿no?", refiriéndose al puro que se iba a fumar. Como sale en otro Metal Gear, él solo fuma puros cubanos.
En el diálogo poscréditos, Snake explica a Otacon que va a pasar sus días restantes simplemente tratando de vivir su vida y que también ha dejado de fumar. Otacon desea venir con él, a fin de la crónica de los últimos días de Solid Snake. Snake se niega inicialmente - pero con cierta persuasión luego permite que Otacon y Sunny lo acompañen hasta sus últimos días.

## Características

### Modo de cámara
La cámara en MGS4 esta por encima de la libertad dada en Metal Gear Solid 3. En posición normal la cámara se sitúa detrás y por encima de Snake pero se permite la rotación de ésta en cualquier momento. Además, el jugador puede cambiar a modo de primera persona cuando desee, para moverse dentro de un área o poder dar un disparo más certero asemejándose a un FPS. La serie contiene la vista desde la esquina (corner view) y el modo de intrusión . Además es posible gatear o arrastrarse sobre el suelo.

### Octocamo
Metal Gear Solid 4 representa un mundo que se puede definir como futurista pero tecnológicamente posible donde la tecnología militar ha avanzado significativamente con el crecimiento de las PMCs. Dentro de este contexto se encuentra el desarrollo del Octocamo, vestido que permite camuflarse con el entorno mediante la copia del color del terreno y sus texturas. Además de la luz visible, Octocamo atrapa la radiación infrarroja de los cuerpos y copia la forma de su entorno, haciendo a Snake invisible incluso para las cámaras infrarrojas.
También existen variaciones predefinidas de camuflajes, seleccionables manualmente, como uno que asemeja a una estatua de piedra, permitiendo a los jugadores elegir entre sus propias características así como transformarse en sus alrededores.

### Metal gear Mk.II
Metal Gear Mk.II es un pequeño robot, remotamente operado y construido por el viejo camarada de Snake, Otacon, Dr. Hal Emmerich, quien estuvo envuelto en la creación de Metal Gear REX, y de este modo, sus esfuerzos contribuyeron (sin saberlo) al acto terrorista de Liquid Snake en la isla Shadow Moses. Ahora él ha inventado el Mk.II esmerado en crear algo útil para la humanidad, siendo más un ordenador portátil que un tanque, llevado a la revolución bípeda. El Mk.II está equipado con capacidades de invisibilidad (stealth) y está hecho especialmente para búsqueda y reconocimiento de terreno, pero también tiene otras funciones. Puede dejar fuera de combate a los oponentes usando descargas eléctricas, manipulado desde un equipo que lleva Snake y servir como medio de comunicación entre este y Otacon, haciéndolo un compañero extremadamente útil. Normalmente, Otacon controla remotamente al Mk.II, pero Snake también lleva un control (un mando Sixaxis de PS3) con el cual lo mueve cuando es necesario.
En cierto punto de la historia, el Mk.II es destruido por Vamp y sustituido por el MK.III, de diseño y funciones idénticas, pero de color rojo.
El nombre y las características de este son parecidas a las del robot de Gillian Seed, del juego Snatcher, creado por Hideo Kojima para la MSX.
Irónicamente, este Metal Gear en miniatura (ordenador portátil bipedal y poco más) acaba pilotando, controlado por Snake y Otacon, al Metal Gear REX.garantizando un juego más duradero
importante en el flujo de la misión cuando se realiza el modo búsqueda con sistema de defensa únicos que lo hacen un aliado confiable en la lucha cuerpo a cuerpo y en la infiltración.

### Solid Eye
Solid Eye es una lente multifuncional creada por Otacon en forma de parche cibernético que otorga a Solid Snake cierto parecido con Big Boss / Naked Snake. El Solid Eye tiene tres modos: normal, visión nocturna (con características de visión térmica) y prismática. Las dos primeras otorgan al jugador información sobre elementos del juego en tiempo real, como objetos (algunos difíciles de distinguir a simple vista) o personajes (de los cuales vemos la vida, la energía, el estado emocional y el arma que portan), bien tal y como se presenta el escenario o bien mediante infrarrojos. La prismática pone el juego en primera persona permitiendo acercar y alejar libremente la vista. Las tres activan el radar del Solid Eye, que posee las características del detector de movimiento de MGS3 y el detector de sonidos de MGS-PO. Solid Eye también ayuda en revisar el área con el zum si hay algún enemigo.

### Sentido
El sentido físico de Snake tiene gran importancia en esta entrega. Snake, un poco más envejecido debido al deterioramiento genético dado las nanomáquinas implantadas en su cuerpo y por la enfermedad que conlleva con la edad, es más frágil física y mentalmente que en el resto de las entregas, y ello se representa en un marcador de porcentaje de estrés situado bajo los marcadores de vida y energía. Cuanto más suba el estrés, más torpes y lentas serán las acciones de Snake, lo cual añade una nueva faceta de dificultad al juego.
Además, cuando Snake se queda agachado o tumbado y quieto, a su alrededor se despliega un aura en forma de anillo que se agita en dirección hacia donde haya movimiento, ofreciendo pistas sobre la posición de otros personajes. Esto podría estar inspirado en otro juego de Konami, Zone of the Enders.

### Close Quarter Combat
El sistema de CQC es retomado desde su aparición en Metal Gear Solid 3: Snake Eater, pero esta vez mejorado. Se puede cachear a los guardias con la posibilidad de desarmar a los enemigos y adueñarse de munición y armas de estos. Kojima también explicó que Snake puede desarmarlos no sólo usando CQC, sino también hacer inmovilizaciones y otras técnicas. Además, si inmoviliza a un enemigo apuntándole con su pistola, con la otra mano buscará si tiene objetos, los cuales posteriormente podrá tomar.

## Puntuaciones
El juego a pesar de tener cinemáticas muy largas, recibió muchas críticas positivas.

## Ventas
De acuerdo con Enterbrain, Guns of the Patriots vendió 476,334 copias en sus primeros cuatro días a la venta en Japón, que incluye las copias incluidas con la consola PlayStation 3, y causando un aumento en las ventas de PlayStation 3. Impulsando las ventas de PS3 en Japón de 10 mil unidades a casi 80 mil unidades de PS3. A partir del 9 de julio de 2008 el juego logró vender 576,437 copias en Japón. Fue el 11 º juego más vendido de Japón en 2008 vendiendo 686,254 copias Según Chart-Track, el juego fue el segundo más rápidamente vendido de PlayStation 3 del Reino Unido después de Grand Theft Auto IV en 2008, y solo estaba por debajo de Metal Gear Solid 2: Sons of Liberty donde vendió 14 mil unidades más en el registro del 2002; las ventas de la PlayStation 3 aumentó en un "mínimo" siete por ciento durante el primer fin de semana. Konami ha informado de que Metal Gear Solid 4 vendió más de un millón de copias en toda Europa en su primera semana, con 25.000 de la edición limitada de copias "Donde se agotaron de inmediato". En los Estados Unidos, Metal Gear Solid 4 fue el juego más vendido en junio de 2008 las ventas fueron de 774,600 copias (casi un millón si el número de ejemplares incluidos con la consola PlayStation 3 se incluyeran) , haciendo que las ventas de PS3 que se duplicaran en el mes anterior, según el NPD Group. en diciembre de 2009, el juego ha vendido más de 5 millones de copias en todo el mundo, y para diciembre del 2011 logrado vender 5.60 millones de copias a nivel mundial. El 21 de mayo del 2014, Ryan Payton un empleado de Kojima Productions declaró que Metal Gear Sólid 4, logró vender más de 6 millones de copias, considerándolo uno de los mayores éxitos para la desarrolladora y uno de juegos exclusivos de PS3 más vendidos.